# István Örkény
István Örkény (ur. 5 kwietnia 1912, zm. 24 czerwca 1979) – węgierski prozaik i dramaturg.

## Życiorys
W czasie II wojny światowej służył w szeregach armii węgierskiej na froncie wschodnim. Trafił do radzieckiej niewoli, w której przebywał do 1947 roku.
Był autorem utworów utrzymanych w konwencji groteski i absurdu, często poddających analizie mechanizmy działania tyranii. Do głównych dzieł należą powieści (m.in. Wystawa róż, 1967), dramaty (Rodzina Tótów, 1967) oraz miniatury prozatorskie i opowiadania.

## Tłumaczenia na polski
- Zabawa w koty i inne opowiadania (Wybór z: "Jeruzsálem hercegnője 1966; Nászutasok a légypapíron 1967; Egyperces novellák" 1968-69), Warszawa: Czytelnik, 1973
- Rodzina Tótów; Gloria, Wrocław: PIW, 1975
- Wystawa róż, Warszawa: Czytelnik, 1982